# Abécédarien
Pour les articles homonymes, voir Abécédaire (homonymie).

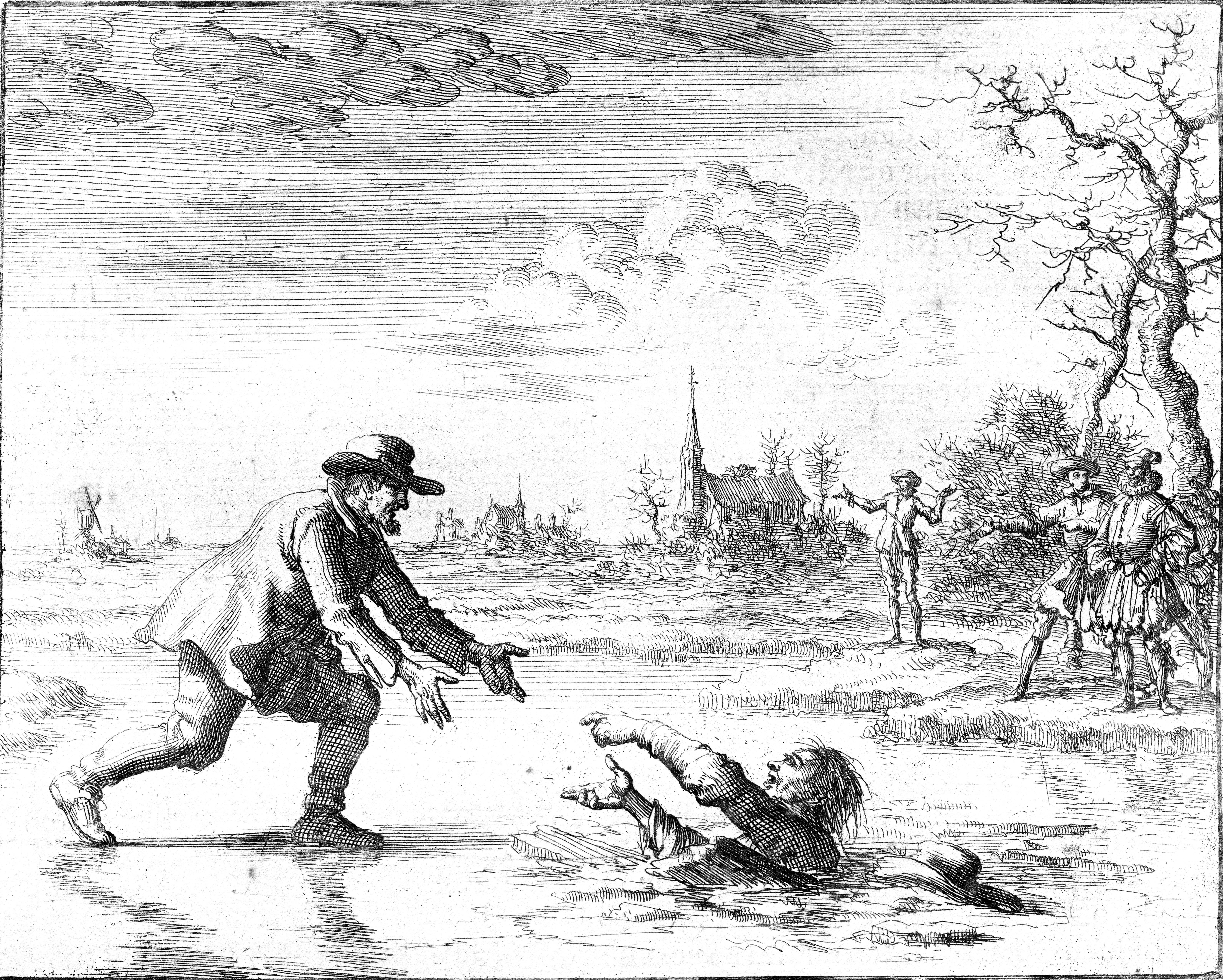
L'anabaptiste Dirk Willems sauve son capteur avant son exécution, par Jan Luyken (1660).

Un abécédarien ou abécédaire est un membre d'une secte d'anabaptistes allemands du XVIe siècle qui prétendaient que pour être sauvé, il ne faut savoir ni lire, ni écrire, ni même connaître les premières lettres de l'alphabet. Pour les abécédariens, Dieu éclaire intérieurement ses élus et leur donne connaissance des vérités nécessaires par des visions et des extases. L'étude de la théologie est donc une espèce d'idolâtrie, et les hommes éduqués qui font des prédications sont comme des falsificateurs de la parole de Dieu. Cette secte s'est répandue en Allemagne au XVIe siècle.
En 1522, à Wittemberg, les prophètes de Zwickau (en), dont fait partie Nicholas Storch, prêchent cette doctrine.
Luther (1483-1546) établit que chacun est juge du sens des Saintes Écritures, sans avoir besoin de recourir à l'autorité de l'Église, à la tradition, ou encore aux Pères de l'Église. Nicholas Storch (vers 1500-1530), son disciple, enseigne que chaque fidèle peut connaître le sens de l'Écriture aussi bien que les docteurs, que c'est Dieu qui nous instruit lui-même et que l'étude nous empêchant d'être attentifs à sa voix, le seul moyen d'empêcher ces distractions est de ne pas apprendre à lire. Ceux qui savent lire sont donc dans un état dangereux pour leur salut.
Andreas Bodenstein (1486-1541), autre disciple de Luther, s'attache à cette secte et renonce à sa qualité de docteur pour se faire portefaix : il se fait alors appeler le frère André et prêche la nouvelle doctrine pendant un certain temps aux gens et étudiants de Wittemberg.